# Amphipyra ulmea
Amphipyra ulmea är en fjärilsart som beskrevs av Franz Paula von Schrank 1802. Amphipyra ulmea ingår i släktet Amphipyra och familjen nattflyn. Inga underarter finns listade i Catalogue of Life.